# سانت بيترسبرغ (فلوريدا)
هذه مقالة عن مدينة أمريكية، أما إذا كنت تبحث عن المدينة الروسية سانت بطرسبرغ من هنا 
سانت بيترسبرغ (بالإنجليزية: St. Petersburg)‏ هي مدينة أمريكية تقع في ولاية فلوريدا. تبلغ مساحة هذه المدينة 356.4 (كم²)،ويبلغ عدد سكانها 244769 نسمة حسب إحصاء سنة 2010 م 244769.تشير إحصاءات سنة 2000 م بأن الكثافة السكانية في هذه المدينة تقدر بـ(auto) نسمة/كم2 

## التركيبة السكانية
حدّد مكتب تعداد الولايات المتحدة بيانات التركيبة السكانية لسانت بيترسبرغ في تعداد الولايات المتحدة. في ما يلي، التركيبة السكانية حسب تعدادي 2000 و2010.

### تعداد عام 2000
بلغ عدد سكان سانت بيترسبرغ 248,232 نسمة بحسب تعداد عام 2000، وبلغ عدد الأسر 109,663 أسرة وعدد العائلات 61,584 عائلة مقيمة في المدينة. في حين سجلت الكثافة السكانية 729.8 نسمة لكل كيلومتر مربع (1,890.2/ميل2). وبلغ عدد الوحدات السكنية 124,618 وحدة بمتوسط كثافة قدره 366.4 لكل كيلومتر مربع (949.0/ميل2).
وتوزع التركيب العرقي للمدينة بنسبة 71.36% من البيض و22.36% من الأمريكيين الأفارقة و0.31% من الأمريكيين الأصليين و2.67% من الأمريكيين ذوي الأصول الآسيوية و0.05% من سكان جزر المحيط الهادئ و1.07% من الأعراق الأخرى و2.17% من عرقين مختلطين أو أكثر و4.23% من الهسبانيون أو اللاتينيون من أي عرق.
بلغ عدد الأسر 109,663 أسرة كانت نسبة 27.2% منها لديها أطفال تحت سن الثامنة عشر تعيش معهم، وبلغت نسبة الأزواج القاطنين مع بعضهم البعض 38.3% من أصل المجموع الكلي للأسر، ونسبة 13.8% من الأسر كان لديها معيلات من الإناث دون وجود شريك، بينما كانت نسبة 4% من الأسر لديها معيلون من الذكور دون وجود شريكة وكانت نسبة 43.8% من غير العائلات. تألفت نسبة 35.6% من أصل جميع الأسر من عدة أفراد يعيشون في نفس المنزل ونسبة 13.1% كانت تتألف من شخص يعيش بمفرده يبلغ من العمر 65 عاماً أو أكثر. وبلغ متوسط حجم الأسرة المعيشية 2.20، أما متوسط حجم العائلات فبلغ 2.88.
بلغ العمر الوسطي للسكان 39.3 عاماً. وكانت نسبة 21.4% من القاطنين تحت سن الثامنة عشر، وكانت نسبة 7.2% بين الثامنة عشر والرابعة والعشرين عاماً، ونسبة 29.8% كانت واقعةً في الفئة العمرية ما بين الخامسة والعشرين والرابعة والأربعين عاماً، ونسبة 22.8% كانت ما بين الخامسة والأربعين والرابعة والستين، ونسبة 16.1% كانت ضمن فئة الخامسة والستين عاماً فما فوق. يوجد لكل 100 أنثى 91.5 ذكر، ويوجد لكل 100 أنثى في الثامنة عشر من عمرها فما فوق 87.9 ذكر.
بلغ متوسط دخل الأسرة في المدينة 26,885 دولارًا، أما متوسط دخل العائلة فبلغ 31,427 دولارًا. وكان متوسط دخل الذكور 26,826 دولارًا مقابل 22,294 دولارًا للإناث. وسجل دخل الفرد الخاص بالمدينة 14,394 دولارًا. وكانت نسبة 18.4% من العائلات ونسبة 23.3% من السكان تحت خط الفقر، وكان من هؤلاء نسبة 33.5% تحت سن الثامنة عشر ونسبة 18.4% في الخامسة والستين من العمر وما فوق.

### تعداد عام 2010
بلغ عدد سكان سانت بيترسبرغ 244,769 نسمة بحسب تعداد عام 2010، وبلغ عدد الأسر 108,815 أسرة وعدد العائلات 59,121 عائلة مقيمة في المدينة. في حين سجلت الكثافة السكانية 719.6 نسمة لكل كيلومتر مربع (1,863.8/ميل2). وبلغ عدد الوحدات السكنية 129,401 وحدة بمتوسط كثافة قدره 380.4 لكل كيلومتر مربع (985.2/ميل2).
وتوزع التركيب العرقي للمدينة بنسبة 68.65% من البيض و23.93% من الأمريكيين الأفارقة و0.30% من الأمريكيين الأصليين و3.18% من الأمريكيين ذوي الأصول الآسيوية و0.06% من سكان جزر المحيط الهادئ و1.42% من الأعراق الأخرى و2.47% من عرقين مختلطين أو أكثر و6.62% من الهسبانيون أو اللاتينيون من أي عرق.
بلغ عدد الأسر 108,815 أسرة كانت نسبة 24.9% منها لديها أطفال تحت سن الثامنة عشر تعيش معهم، وبلغت نسبة الأزواج القاطنين مع بعضهم البعض 34.8% من أصل المجموع الكلي للأسر، ونسبة 15.1% من الأسر كان لديها معيلات من الإناث دون وجود شريك، بينما كانت نسبة 4.5% من الأسر لديها معيلون من الذكور دون وجود شريكة وكانت نسبة 45.7% من غير العائلات. تألفت نسبة 36.2% من أصل جميع الأسر من عدة أفراد يعيشون في نفس المنزل ونسبة 11.4% كانت تتألف من شخص يعيش بمفرده يبلغ من العمر 65 عاماً أو أكثر. وبلغ متوسط حجم الأسرة المعيشية 2.19، أما متوسط حجم العائلات فبلغ 2.88.
بلغ العمر الوسطي للسكان 41.6 عاماً. وكانت نسبة 19.5% من القاطنين تحت سن الثامنة عشر، وكانت نسبة 8.7% بين الثامنة عشر والرابعة والعشرين عاماً، ونسبة 26.4% كانت واقعةً في الفئة العمرية ما بين الخامسة والعشرين والرابعة والأربعين عاماً، ونسبة 29.7% كانت ما بين الخامسة والأربعين والرابعة والستين، ونسبة 15.7% كانت ضمن فئة الخامسة والستين عاماً فما فوق. وتوزع التركيب الجنسي للسكان بنسبة 48.1% ذكور و51.9% إناث.

## المناخ
يظهر الجدول التالي التغييرات المناخية على مدار السنة لسانت بيترسبرغ:
| البيانات المناخية لـسانت بيترسبرغ | البيانات المناخية لـسانت بيترسبرغ | البيانات المناخية لـسانت بيترسبرغ | البيانات المناخية لـسانت بيترسبرغ | البيانات المناخية لـسانت بيترسبرغ | البيانات المناخية لـسانت بيترسبرغ | البيانات المناخية لـسانت بيترسبرغ | البيانات المناخية لـسانت بيترسبرغ | البيانات المناخية لـسانت بيترسبرغ | البيانات المناخية لـسانت بيترسبرغ | البيانات المناخية لـسانت بيترسبرغ | البيانات المناخية لـسانت بيترسبرغ | البيانات المناخية لـسانت بيترسبرغ | البيانات المناخية لـسانت بيترسبرغ |
| الشهر                             | يناير                             | فبراير                            | مارس                              | أبريل                             | مايو                              | يونيو                             | يوليو                             | أغسطس                             | سبتمبر                            | أكتوبر                            | نوفمبر                            | ديسمبر                            | المعدل السنوي                     |
| --------------------------------- | --------------------------------- | --------------------------------- | --------------------------------- | --------------------------------- | --------------------------------- | --------------------------------- | --------------------------------- | --------------------------------- | --------------------------------- | --------------------------------- | --------------------------------- | --------------------------------- | --------------------------------- |
| الدرجة القصوى °ف (°م)             | 88 (31)                           | 90 (32)                           | 89 (32)                           | 92 (33)                           | 96 (36)                           | 99 (37)                           | 100 (38)                          | 99 (37)                           | 97 (36)                           | 96 (36)                           | 92 (33)                           | 91 (33)                           | 100 (38)                          |
| متوسط درجة الحرارة الكبرى °ف (°م) | 69.6 (20.9)                       | 71.5 (21.9)                       | 75.4 (24.1)                       | 80.7 (27.1)                       | 85.7 (29.8)                       | 88.6 (31.4)                       | 89.4 (31.9)                       | 89.2 (31.8)                       | 87.5 (30.8)                       | 83.3 (28.5)                       | 76.3 (24.6)                       | 71.4 (21.9)                       | 80.7 (27.1)                       |
| المتوسط اليومي °ف (°م)            | 62.5 (16.9)                       | 64.8 (18.2)                       | 68.8 (20.4)                       | 74.1 (23.4)                       | 79.4 (26.3)                       | 83.0 (28.3)                       | 84.1 (28.9)                       | 84.1 (28.9)                       | 82.5 (28.1)                       | 77.5 (25.3)                       | 69.8 (21.0)                       | 64.7 (18.2)                       | 74.6 (23.7)                       |
| متوسط درجة الحرارة الصغرى °ف (°م) | 55.4 (13.0)                       | 58 (14)                           | 62.2 (16.8)                       | 67.5 (19.7)                       | 73.2 (22.9)                       | 77.3 (25.2)                       | 78.9 (26.1)                       | 79.1 (26.2)                       | 77.4 (25.2)                       | 71.6 (22.0)                       | 63.4 (17.4)                       | 57.9 (14.4)                       | 68.5 (20.2)                       |
| الحد الأدنى المتوسط °ف (°م)       | 40.8 (4.9)                        | 44.8 (7.1)                        | 49.6 (9.8)                        | 57.1 (13.9)                       | 65.7 (18.7)                       | 71.9 (22.2)                       | 73.5 (23.1)                       | 73.9 (23.3)                       | 73.1 (22.8)                       | 60.7 (15.9)                       | 51.6 (10.9)                       | 45.2 (7.3)                        | 38.9 (3.8)                        |
| أدنى درجة حرارة °ف (°م)           | 27 (−3)                           | 28 (−2)                           | 30 (−1)                           | 45 (7)                            | 54 (12)                           | 61 (16)                           | 63 (17)                           | 65 (18)                           | 61 (16)                           | 47 (8)                            | 35 (2)                            | 22 (−6)                           | 22 (−6)                           |
| معدل هطول الأمطار إنش (مم)        | 2.76 (70)                         | 2.87 (73)                         | 3.29 (84)                         | 1.92 (49)                         | 2.80 (71)                         | 6.09 (155)                        | 6.72 (171)                        | 8.26 (210)                        | 7.59 (193)                        | 2.64 (67)                         | 2.04 (52)                         | 2.60 (66)                         | 49.58 (1٬259)                     |
| متوسط الأيام الممطرة              | 6.3                               | 6.1                               | 6.1                               | 4.2                               | 5                                 | 10.3                              | 13.5                              | 14.2                              | 12                                | 5.9                               | 5                                 | 5.5                               | 94.1                              |
| المصدر: NOAA                      |                                   |                                   |                                   |                                   |                                   |                                   |                                   |                                   |                                   |                                   |                                   |                                   |                                   |

## توأمة
لسانت بيترسبرغ (فلوريدا) اتفاقيات توأمة مع كل من:
- سانت بطرسبرغ (2002 - )
- تاكاماتسو
- فيغيراس (2011 - )[9]

## أعلام
- ألمون براون ستراوغر
- جاك كيروك
- فلورنس باربارا سيبرت
- فرد نيل
- ويلسون تاكر
- مونيكا ريموند
- فيوليت بين
- ماريس سبيتس
- دانيال كولينز
- بيتسي ناجيلسين